# Mimmi och kexfabriken
Mimmi och kexfabriken är en bilderbok i Mimmiserien. Den skrevs av Viveca Lärn (då "Viveca Sundvall"), med illustrationer av Eva Eriksson och utkom 1988.

## Handling
6-åriga Mimmi bor i ett gult hus i en liten stad i Sverige. Hennes mor Elin är servitris på restaurang Gyllene svanen, och jobbar kväll där ibland. Då brukar Mimmi och hennes pappa stå på balkongen, och då känner de doft från Henrys kex- och brödfabrik.
Anders går i samma lekskola som Mimmi, och är jämngammal med Mimmi. En måndag i slutet av maj går lekskolan till kexfabriken. På morgonen upptäcker Mimmi att en av hennes tänder är lösa.
Vid kexfabriken ser barnen först en film om Henrys pappa, som uppfunnit kexen. Henry säger att receptet är hemligt, men innan han dör skall han viska receptet i sin dotter Rosamundas öra. Barnen får varsin kexpåse och färsk bulle innan de går hem. På hemvägen fastnar Mimmis tand i bullen. Hon stoppar bullen i fickan, och då den kom hem stoppar hon bullen i ett glas vatten, då hon hört att den skall bli en krona.
Sedan låser Anders och Mimmi in sig i köket, för att uppfinna ett eget recept., som de sedan murar in i en gammal tegelvägg. Där skall de hämta det om 20 år.
När Mimmi vaknar nästa morgon har hennes tand förvandlats till en krona i glaset, och bullen är borta. För kronan köper hon ett grönt päron.

### Fotnoter
1. ↑  ”Mimmi och kexfabriken” (på engelska). Worldcat. 11 mars 1988. https://www.worldcat.org/title/vi-smyger-pa-enok/oclc/185148493&referer=brief_results. Läst 15 januari 2015.